# Markus Scherer
Markus Scherer (ur. 20 czerwca 1962 w Ludwigshafen am Rhein) – zachodnioniemiecki, a potem niemiecki zapaśnik walczący w stylu klasycznym. Dwukrotny olimpijczyk. Srebrny medalista z Los Angeles 1984 i szósty w Seulu 1988. Walczył w kategorii 48 kg.
Wicemistrz świata w 1983; szósty w 1985.
Mistrz Europy w 1989. Wojskowy mistrz świata w 1983. Mistrz Europy młodzieży w 1982 roku.
Mistrz RFN w latach 1983-1987 i 1989-1990; drugi w 1982 i 1988. Mistrz Niemiec w 1991 i 1993; trzeci w 1992 roku.